# Майкарагай
Майкарага́й (каз. Майқарағай) — село у складі Аккулинського району Павлодарської області Казахстану. Адміністративний центр Майкарагайського сільського округу.
Населення — 305 осіб (2021; 423 у 2009, 607 у 1999, 986 у 1989).
Національний склад станом на 1989 рік:
- казахи — 74 %